# Bombardeio de Shimonoseki
O Bombardeamento de Shimonoseki Shimonoseki Sensō (下関戦争) foi uma série de pequenos engajamentos que ocorreram entre os anos de 1863 e 1864 durante o Xogunato Tokugawa Tardio, realizados pela Grã-Bretanha, Países Baixos, França, e os Estados Unidos, contra o poderoso daimio Mori Takachika do clã Chōshū em Shimonoseki, Japão. Esse conflito ameaçou um envolvimento total dos EUA - que em 1863 estava partido pela guerra-civil - em uma guerra estrangeira.